# Joseph Flores (chính khách Malta)
Joseph Flores (1907–1974) là một thẩm phán và chính khách từ Malta.

## Tuổi thơ
Flores sinh năm 1907 tại thị trấn Hamrun của Malta, gần thủ đô Valletta. Sau khi học, ông đăng ký học tại Đại học Malta (trường đại học chính trên đảo) và bắt đầu một khóa học về luật. Ông đã sử dụng điều này để phát triển sự nghiệp của mình trong lĩnh vực pháp lý, cuối cùng được bổ nhiệm làm thẩm phán.

## Đời sống chính trị
Một thời gian ngắn trước khi nghỉ hưu, ông đã đảm nhiệm chức vụ phó chủ tịch tòa án hiến pháp của Malta.
Flores là người đồng tính và có ý kiến cho rằng Flores có mối quan hệ với biên tập viên người Malta Herbert Ganado và từng là người đàn ông tốt nhất của ông. Chetcuti mô tả làm thế nào, "Vào đêm trước đám cưới, Flores ăn mặc như một người phụ nữ, và trong một dịp khác, Flores và những người khác đã trình diễn kéo lên gửi Nữ hoàng Victoria."
Sau khi nghỉ hưu, ông lại dạy luật tại Đại học Malta. Ông mất năm 1974.